# Китайський календар
Кита́йський календа́р об'єднує у собі елементи, як місячного, так і сонячного календарів. У Китаї в широкий ужиток ввійшов григоріанський календар, проте місячний календар, як і раніше, використовується для визначення дат традиційних свят, як, наприклад, «Свято весни» (трд 春節, спр 春节, chūn-jié, також знаний як Китайський новий рік), «Свято середини осені» та інших.
Місячний календар застосовують також астрологи, наприклад, під час обрання найсприятливіших днів весіль чи відкриття установ. Фази Місяця також визначаються з допомогою місячного календаря, розбитого на місяці згідно з місячним циклом.
У Китаї місячний календар отримав назву «сільськогосподарського» (трд 農曆, спр 农历, nóng-lì), а григоріанський календар називають «стандартним» (трд 公曆, спр 公历, gōng-lì), «західним» (трд 西曆, спр 西历, xī-lì) чи «сонячним» (трд 日曆, спр日历, rì-lì). Після запровадження григоріанського календаря його ще називали також новим, а місячний календар — відповідно — старим.

## Варіанти
Інші східні календарі або повністю ідентичні китайському (корейський), або подібні з китайським, але мають деякі відмінності (у в'єтнамському — Кролик у зодіакальному циклі замінений Котом; у тибетському — декілька імен тварин змінено за Зодіаком; у японському — змінено принцип розрахунку, через що виникають розбіжності у роках з іншими календарями).
Елементи китайського (китайсько-уйгурського) календаря завдяки монгольським завоюванням стали надбанням також ісламських народів. Зокрема, назви тварин, перекладені з монгольської мови на турецьку, застосовувалися для ведення хронологічних записів, чиновницьких та історичних документів територій поширення перської та турецької мов від Малої Азії до Індії, починаючи з середньовіччя і до новітнього часу. У Ірані місячний календар застосовувався у побуті селян та збирачів податків до заборони його використання у 1925 р.